# Welte-Mignon

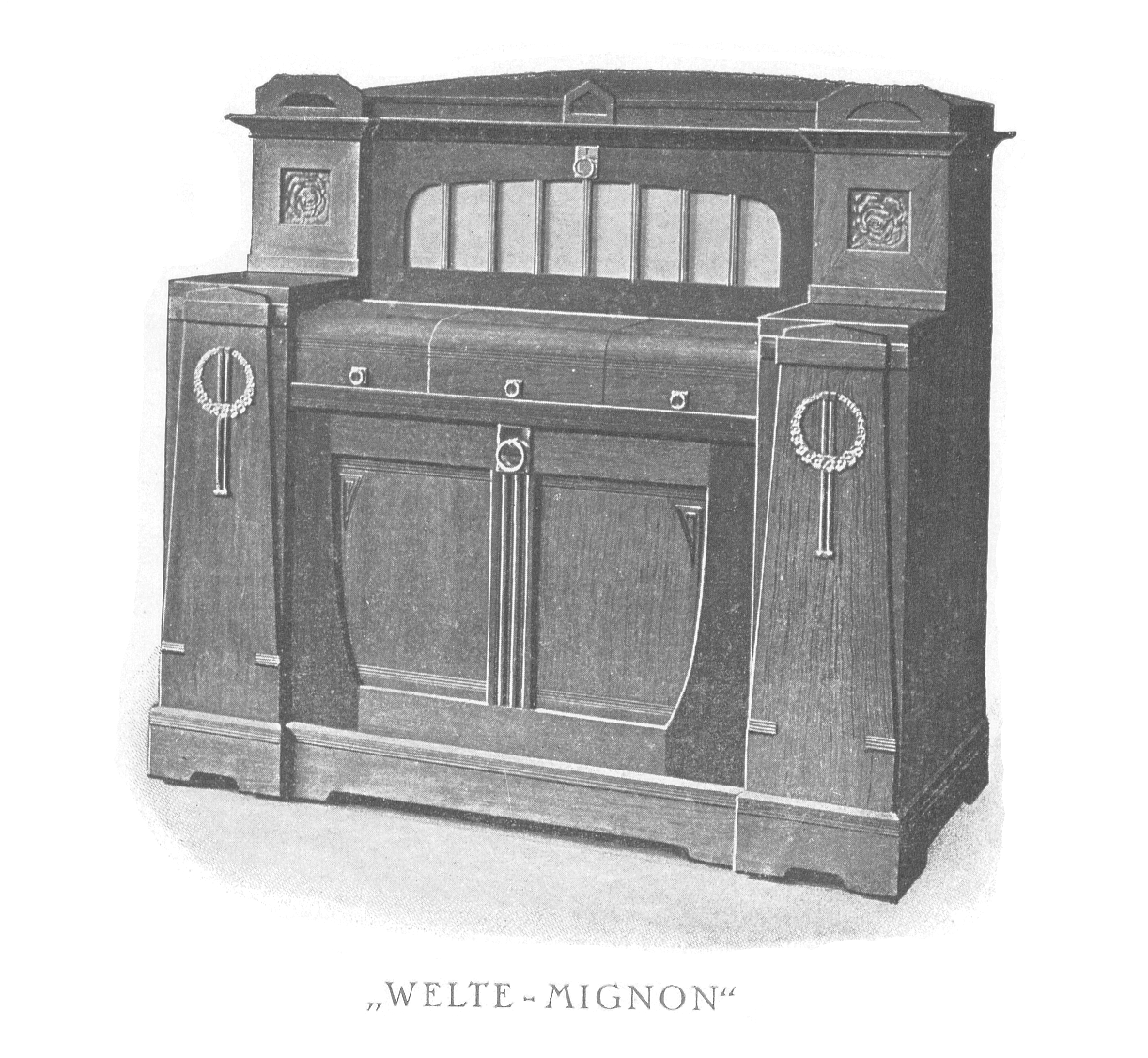
Welte-Mignon Kabinett, frühes Reproduktionsklavier ohne Klaviatur, gebaut 1904 – etwa 1908

Das Welte-Mignon-Reproduktionsklavier war der erste mechanische Musikautomat, der die weitgehend authentische Wiedergabe von Klavierstücken ermöglichte.

## Beschreibung und Geschichte

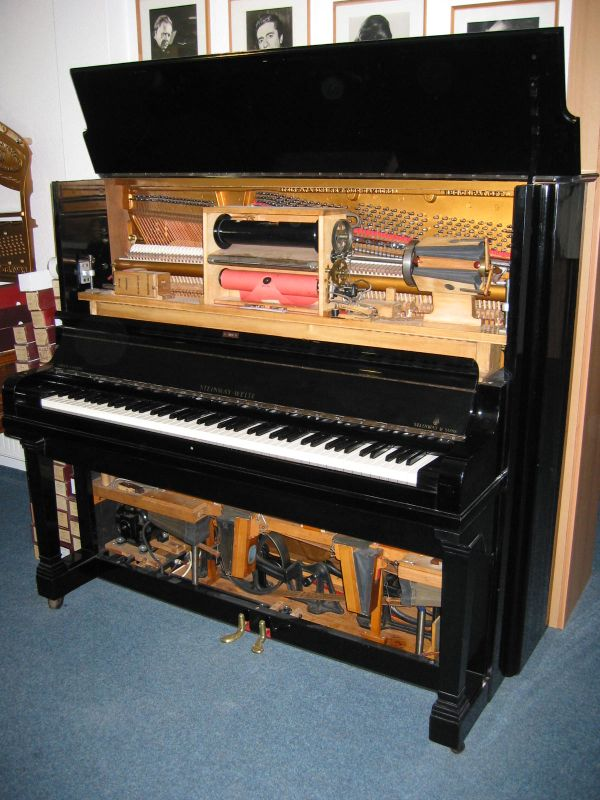
Steinway-Welte-Klavier von 1919 mit Blick auf das Innenleben

Die Firma M. Welte & Söhne in Freiburg im Breisgau war durch ihre Entwicklungen auf dem Gebiet der automatischen Musikwiedergabe mit Programmträgern und durch ihre Orchestrien bereits berühmt, als sie sich 1904 das Wiedergabeverfahren für das von ihnen entwickelte Reproduktionsklavier patentieren ließ. 1905 kam dieses unter dem Namen Mignon, wenig später als „Welte-Mignon-Reproduktionsklavier“ auf den Markt. Dieses Instrument benutzte als Tonträger Lochstreifen aus Papier, die sogenannte „Notenrolle“ oder „Klavierrolle“. Die Reproduktionseinrichtung war eine Gemeinschaftsentwicklung von Edwin Welte und Karl Bockisch.
Mit den Welte-Mignon-Rollenreproduktions-Klavieren und -Flügeln war es möglich, Aufnahmen eines Pianisten mit dem natürlichen Klavierklang wiederzugeben. Dabei wurden die angeschlagenen Klaviertöne auf Papierrollen gestanzt, in der jeder angeschlagenen Taste ein Loch zugeordnet wird. Die Klangcharakteristik der Aufnahmen ist durch den lauten, aber leiernden Klavierklang geprägt. Dabei verfälschen sowohl bei der Aufnahme als auch bei der Wiedergabe die Ungenauigkeit des Elektromotors, die grobe Stanzung sowie die Papierrolle beim Abspulen eine gleichmäßige Wiedergabe. Die Welte-Mignon-Rollenreproduktionsklaviere hatten eine dynamische Anschlagssteuerung, die zwar prinzipiell stufenlos war, in der Praxis jedoch effektiv nur drei Lautstärkestufen (Pianissimo, Mezzoforte und Fortissimo) ermöglichte.
Der Welte-Mignon-Reproduktionsflügel hatten eine Pedalsteuerung und eine beeindruckende Klangwirkung, aber ebenfalls kaum Lautstärkedynamik. Zur Wiedergabe eigneten sich daher rhythmisch gleichbleibende und gleichlaut konzipierte Aufnmahmen wie etwa Tänze. In der Musikwiedergabe waren die Reproduktionsklaviere durch ihre Lautstärke dem Phonografen und dem Grammophon überlegen; diese waren leiser, erlaubten dafür aber, Töne und Stimmen zu reproduzieren und die Dynamik der Musik wiederzugeben.
Die aufwendigen Reproduktionsklaviere galten damals als technische Wunderwerke. Die Musikinstrumentenforschung bemüht sich, die Aufnahmen berühmter Künstler auf den Papierrollen, unverfälscht von den Nachteilen der Reproduktionsklaviere befreit, in der originalen Authentizität der Aufnahme wiederzugeben.

„Die Reihe der elektrischen Apparate zur Wiedergabe musikalischer Leistungen – das Grammophon, der Phonograph usw. – ist durch eine sehr geistreiche und in ihrer verhältnismäßigen Vollkommenheit erstaunliche Erfindung bereichert worden. Die Herren M. Welte & Söhne in Freiburg im Breisgau haben einen Mechanismus konstruiert, den sie „Mignon“ nennen und dessen gestrige Demonstration fast das ganze musikalische Wien in den kleinen Musikvereinssaal gelockt hat. Die Neuheit des Apparats besteht darin, daß er das Spiel des Virtuosen nicht auf phonographischem Wege, sondern durch das Klavier selbst reproduziert, daß es aber auch nicht wie Pianola und Phonola von einem Spieler in Bewegung gesetzt wird, sondern automatisch arbeitet. Ein mit dem Flügel verbundener Aufnahmsapparat fixiert nicht nur die einzelnen Töne, sondern auch die Nuancen des Anschlags, der Dynamik und der Pedalisierung auf Rollen, die über eine rotierende Walze laufen. Diese Walzen werden dann entweder einem Instrument – Piano oder Flügel – eingebaut oder als Vorsetzer angefügt und geben die pianistische Leistung mit einer individuellen Genauigkeit wieder, wie sie das Grammophon mit seinen, insbesondere bei Gesangsproduktionen, so lästigen Nebengeräuschen niemals erreicht. Auf welche Weise die Art des Anschlags – der zum Beispiel beim Pianola und beim Phonola immer die einförmige Härte des Mechanischen beibehält – hier weich und differenziert erscheint und wodurch die genaue Pedalisierung wiederhergestellt werden kann, wird vorläufig vom Erfinder als Geheimnis bewahrt. Die Bedeutung der Erfindung ist nicht zu unterschätzen, wenn ich auch die begeisterten Gutachten der bisher reproduzierten Künstler – Grünfeld, Scharwenka, Friedheim, Reinecke u. a. – nicht unbedingt unterschreiben möchte.“

Da diese Instrumente, wie auch die Notenrollen, extrem aufwändig und teuer waren, waren sie nur für wohlhabende Kreise erschwinglich. Der rechts unten abgebildete Ibach-Welte-Flügel kostete laut Preisliste von 1924 über 8.000 Reichsmark, was nach heutiger Kaufkraft etwa 40.200 EUR entspricht.
In der Firmengeschichte gab es bei Welte für die Reproduktionsklaviere zwei Rollensysteme, T-100 (nach dem vorwiegend roten Rollenpapier Welte-rot genannt) und T-98 (Welte-grün genannt). Das System T-100 benutzte 100 Steuerungslöcher bei einer Rollenbreite von 12 7/8 Zoll = 329 mm. Das System T-98 wurde später entwickelt und kam ab 1919 auf den Markt. Die Steuerung kam jetzt mit 98 Spuren aus, konnte dafür aber auch die normalen Pianola-Notenrollen mit einer Breite von 11¼ Zoll = (rund) 286 mm nach dem Standard der Buffalo Convention abspielen.

## Aufnahmen berühmter Pianisten und Komponisten

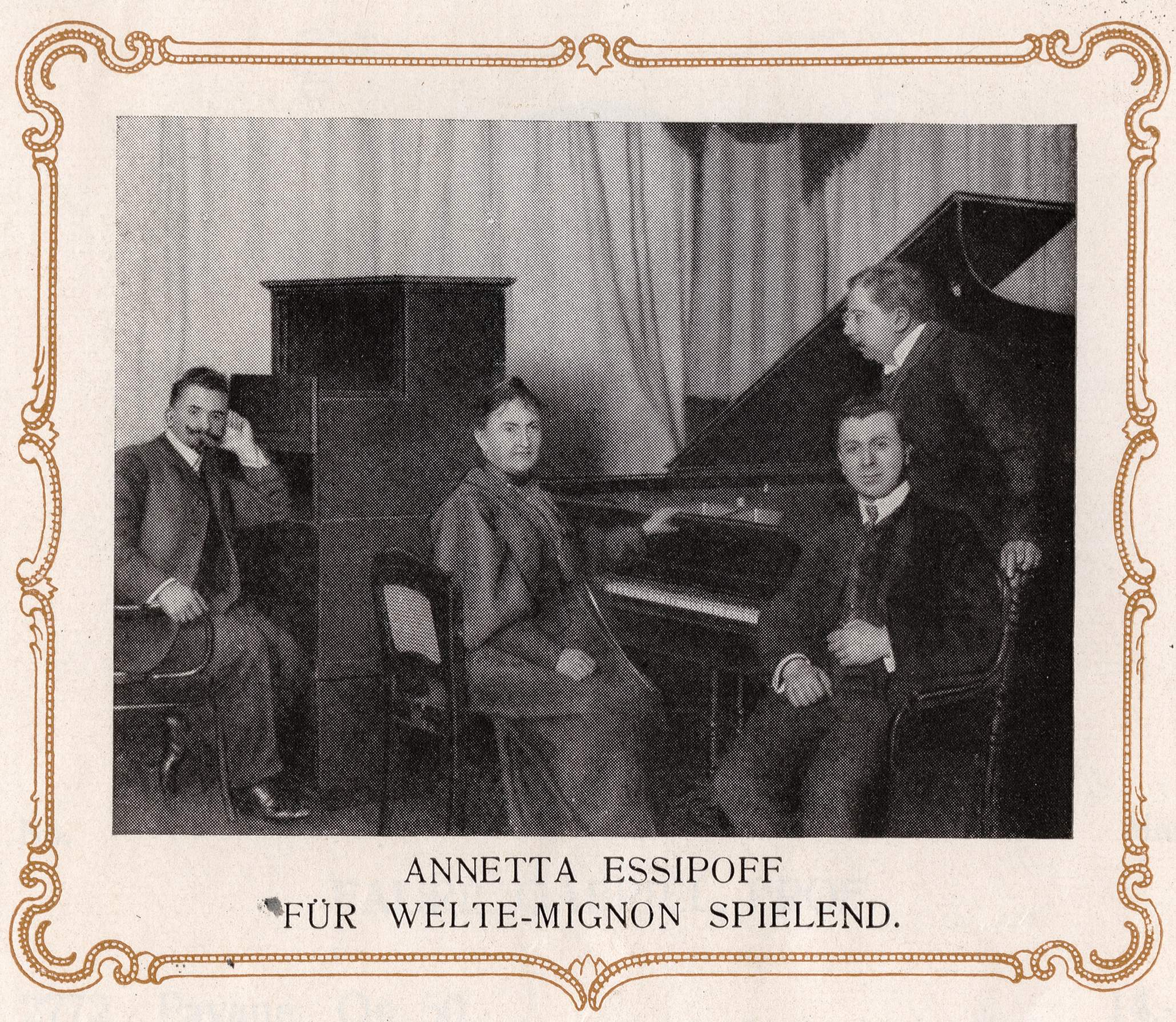
Annette Essipoff spielt für Welte-Mignon am 7. Februar 1906

1904 wurden die ersten Aufnahmen durchgeführt. In der Folge wurden die bekanntesten Pianisten der damaligen Zeit zu Aufnahmen für Welte-Mignon engagiert. Insgesamt bot die Firma M. Welte & Söhne bis 1932 etwa 5.300 Aufnahmen an, darunter zahlreiche Opern- und Operettenpotpourris, aber auch Unterhaltungsstücke, Schlager, Märsche und Tanzmusik.
Von 1905 bis 1909 hatte Welte & Söhne ein zweites Aufnahmestudio in Leipzig bei ihrem damaligen Generalvertreter Hugo Popper.
Im Repertoire der Welte-Klavierrollen von 1905 bis 1928 befinden sich beispielsweise Aufnahmen von Carl Reinecke, Ignacy Jan Paderewski, Ferruccio Busoni, Teresa Carreño, Artur Schnabel, Edwin Fischer, Télémaque Lambrino oder Walter Gieseking. Kurz vor dem Ende der Ära der Reproduktionsklaviere um 1930 spielten noch einige der großartigsten Pianisten des 20. Jahrhunderts für Welte, darunter Vladimir Horowitz im Frühjahr 1926 – es sind die ältesten Aufnahmen dieses Pianisten. 1928 erfolgten die letzten Aufnahmen klassischer Musik mit Rudolf Serkin und Lubka Kolessa. Von da an bis zum Ende der Rollenproduktion 1932 wurde nur noch Unterhaltungsmusik aufgenommen.
Zahlreiche Komponisten spielten eigene Werke ein, darunter Claude Debussy, Camille Saint-Saëns, Alexander Skrjabin, Max Reger, Edvard Grieg, Enrique Granados, Gustav Mahler, Xaver Scharwenka, Richard Strauss und George Gershwin.

## Originalkompositionen für Welte-Mignon-Klavier 1926

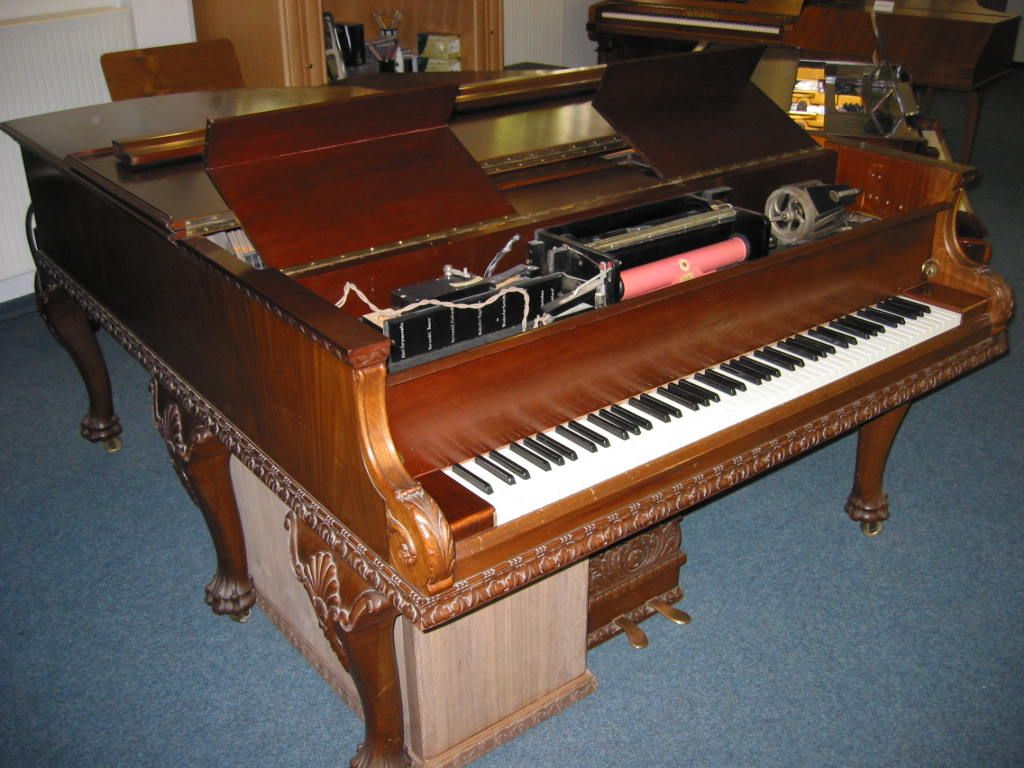
Ibach-Welte-Flügel von 1924

1926 komponierten Paul Hindemith, Ernst Toch und Gerhart Münch für die „Donaueschinger Musiktage (Kammermusikfest Donaueschingen)“ Stücke für mechanisches Klavier „Welte-Mignon“. Die Uraufführung war am 25. Juli 1926.
Diese Stücke waren nicht von Hand spielbar. Die Möglichkeit, bei einem solchen Klavier über die Programmierung der Notenrollen fast beliebige Tonfolgen zu erzeugen, gab den Komponisten neue Freiheiten der Klanggestaltung. Folgende Werke wurden uraufgeführt:
Paul Hindemith:
- Rondo aus der Klaviermusik Op. 37. Bearbeitet für mechanisches Klavier
- Toccata für mechanisches Klavier Op. 40,1. Originalkomposition für Welte-Mignon

Ernst Toch:
- Studie I. Originalkomposition für Welte-Mignon
- Studie II. Originalkomposition für Welte-Mignon
- Studie III. Originalkomposition für Welte-Mignon
- Studie IV. Der Jongleur. (Für mechanisches Klavier bearbeitet)

Gerhart Münch:
- Sechs Studien: Polyphone Etuden für mechanisches Klavier. Introduzione Maestoso – Prestissimo – Largo – Jazz – Andantino – Fugato. Originalkomposition für Welte-Mignon.

## Originalkompositionen für Welte-Mignon-Klavier 1927
Für die im folgenden Jahr in Baden-Baden stattfindende Folgeveranstaltung, die „Deutsche Kammermusik Baden-Baden 1927“ vom 15.–17. Juli 1927, arrangierten und komponierten weitere Musiker der Avantgarde Stücke für Welte-Mignon.
Vorgestellt wurden diese Stücke in einem Aufsehen erregenden Konzert am 16. Juli 1927, das ausschließlich Originalwerken für mechanische Instrumente gewidmet war.
- George Antheil arrangierte den I. Teil seines Ballet Mécanique für das Welte-Mignon-Klavier.
- Nikolai Lopatnikoff schrieb ein eigens dafür komponiertes Scherzo sowie eine Toccata für Klavier, die er für mechanisches Klavier bearbeitete und auf die Notenrolle zeichnete:
- Hans Haass schrieb eine Capriccio-Fuge und ein Intermezzo, beide für mechanisches Klavier.

Außerdem kamen Werke für mechanische Orgel (Welte-Philharmonie-Orgel) von Ernst Toch und Paul Hindemith zur Aufführung.
- Ernst Toch: Studie für mechanische Orgel.
- Paul Hindemith: Suite für mechanische Orgel.

## Philharmonie-Orgel
Ab 1912 gab es ein gleichartiges System für Orgeln, genannt „Welte-Philharmonie-Orgel“. Diese Orgeln waren extrem aufwändige Instrumente und meist sowohl mit automatischer Spieleinrichtung als auch von Organisten herkömmlich bespielbar. In der reichen Oberschicht bestellten Industrielle und Adelige, aber auch etwa Hotels der Spitzenklasse diese selbstspielenden Orgeln in immer größeren Dimensionen. Diese wurden meist in Räumen eingebaut, die speziell für die Orgeln geschaffen waren.

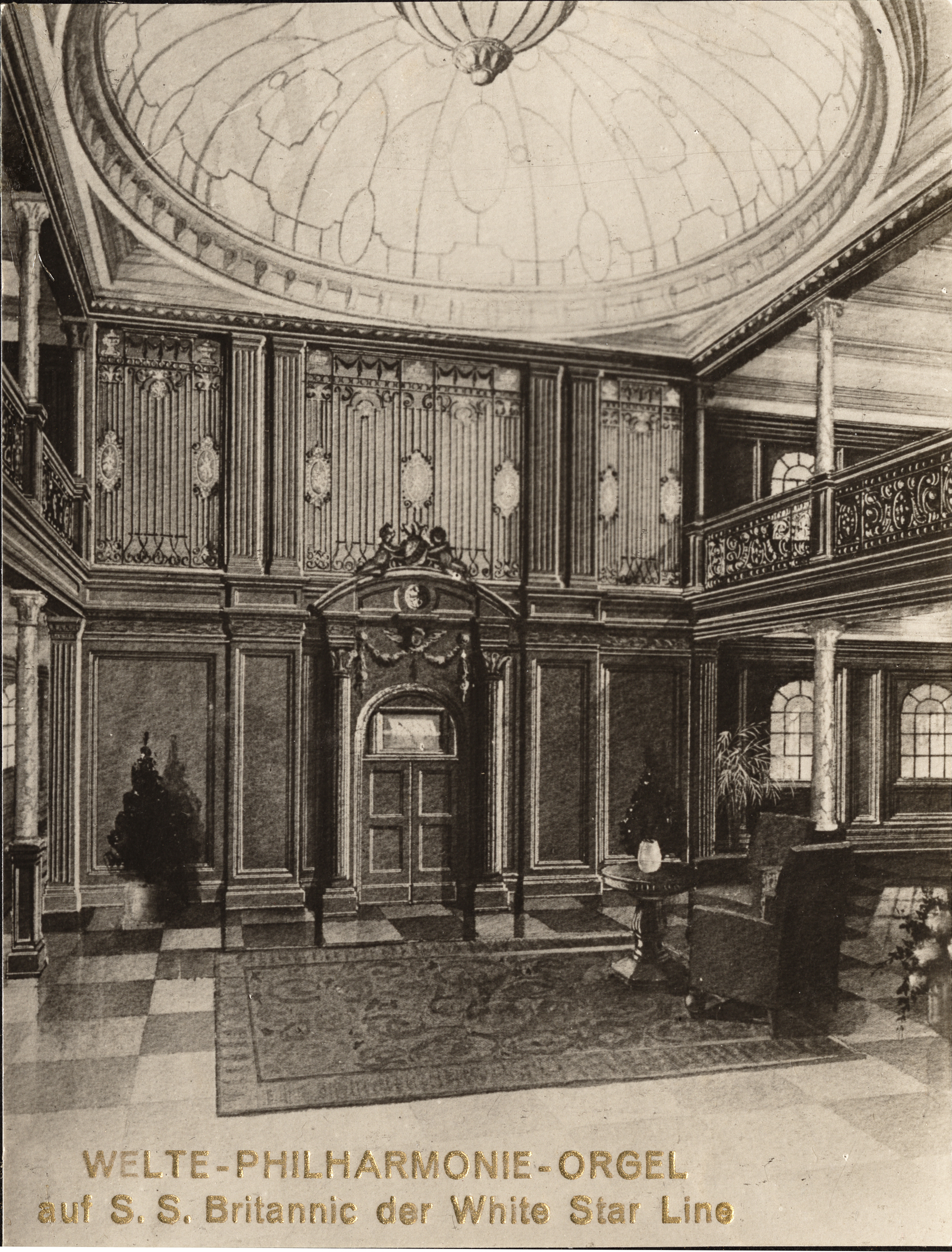
Entwurfszeichnung der Orgel für die Britannic, ca. 1914

Inzwischen ist die Welte-Philharmonie-Orgel des Schwesterschiffes der Titanic, der Britannic, wiederentdeckt worden.
Der Stapellauf des Schiffes war am 26. Februar 1914, am 4. August 1914 erklärte Großbritannien dem Deutschen Reich den Krieg. Es ist also unwahrscheinlich, dass das Instrument, dessen Herstellung viele Monate dauerte, überhaupt jemals nach Belfast kam. Nach dem Ersten Weltkrieg wurde das Instrument 1920 an den Stuttgarter Kamera-Fabrikanten August Nagel verkauft. Um 1935 kam die Orgel wieder zu Welte zurück und wurde 1937 im Radium Lampenwerk in Wipperfürth eingebaut. 1969 wurde das Instrument vom Schweizer Sammler Heinrich Weiss erworben, dessen Sammlung heute das Museum für Musikautomaten in Seewen bildet. Von den Orgelbauern, die kein Englisch konnten, wurden die Bauteile mit „Britanik“ gekennzeichnet. Die Kennzeichnung erfolgte ähnlich wie bei den Reproduktionsklavieren mit ins Holz eingeschlagenen Buchstaben und Zahlen, um so die Bauteile der in der Firma gleichzeitig gefertigten Instrumente nachher wieder identifizieren zu können. Da dies ein Prestigeprojekt war, wurde die Entwurfszeichnung bereits um 1912 oder 1913 in den Firmenprospekten für die Philharmonieorgel abgebildet, zusammen mit Photos und Zeichnungen anderer Philharmonie-Orgeln.
Die komplizierteste und größte Philharmonie-Orgel wurde für den Theatersaal von Sir David Lionel Goldsmid-Stern-Salomons’ Anwesen in Broomhill bei Royal Tunbridge Wells gebaut. Das Instrument mit 32 Registern hat zwei Spielapparate – einen für die Welte-Orgel-Rollen und den anderen für das größte Welte-Orchestrion, den Typ No. 10, das er bereits seit 1900 besaß. Außerdem ist die Orgel von Hand spielbar. Der Spieltisch der Orgel, der in der Mitte des Instrumentes hinter einem mannshohen Paneel verborgen ist, hat neben dem Pedal drei Manuale. Das große Eichengehäuse mit den gewaltigen Ausmaßen von über neun Metern Breite und sechs Metern Höhe enthält rund 2.000 Pfeifen sowie diverse Perkussionsinstrumente.
Als besonderes Merkmal ist diese Philharmonie-Orgel mit einer separaten Echo-Orgel ausgestattet, die mit ihren 349 Pfeifen in einem speziellen Raum oberhalb der Galerie am rückwärtigen Ende des Saales steht. Auch diese Orgel wurde beinahe ein Opfer des Krieges. Am 27. April 1914 war Sir David Lionel nach Freiburg gereist, um sich über den Fortschritt der Arbeiten zu informieren. Im Juli 1914 wurde das Instrument in Broomhill angeliefert. Nach dem Kriegsausbruch am 4. August wurde der für Welte in England zur Montage weilende Orgelbauer Johann Kaut aus Waldkirch zum Aufbau des Instrumentes herangezogen, der das Instrument mit Hilfskräften zusammen spielfertig machte. Anschließend war er bis zum Ende der Feindseligkeiten auf der Isle of Man interniert. Heute ist das Anwesen als Salomon-Centre ein Teil des Canterbury Christ Church University College. Die Orgel, die seit 1940 stumm war, wurde 2005 bis 2007 aufwändig restauriert und im April 2007 der Öffentlichkeit vorgestellt. 2011 erschien eine CD mit Aufnahmen des Instrumentes, sowohl mit Arrangements für ein Orchestrion aus der Zeit um 1890, mit Aufnahmen von Edwin Lemare von 1913 sowie Organisten der Royal Academy of Music.
Für die Welte-Philharmonie-Orgel wurden wie beim Reproduktionsklavier von zahlreichen bekannten Organisten Musikstücke aufgenommen und als Notenrollen verkauft. Zu diesen Organisten gehörten unter anderen Marco Enrico Bossi, Eugène Gigout, Max Reger, Alfred Hollins, Edwin Lemare, Alfred Sittard und Karl Straube.
In der Villa Weilbach in Gornsdorf im Erzgebirgskreis in Sachsen steht die vermutlich einzige am Originalstandort und fast komplett erhaltene Philharmonie-Orgel. Die Villa gehörte dem Strumpffabrikanten Clemens August Uhlmann, der 1914 in die Villa zog. Die Orgel steht seit dieser Zeit am selben Standort und wurde nie umgebaut. Das letzte Konzert fand im Jahr 1974 statt; anschließend wurde die Villa als Produktionsgebäude und Kindergarten genutzt. Nach einem längeren Leerstand erwarb ein Ehepaar im Jahr 1999 das Gebäude und begann mit der Instandsetzung des Instruments. Von den rund 600 Pfeifen fehlen lediglich zehn Stück, die rekonstruiert und funktionstüchtig gemacht wurden. Zur Orgel gehören rund 80 gestanzte Musik-Rollen. Nach einer Restaurierung durch Jehmlich Orgelbau Dresden mit Mitteln der Deutschen Stiftung Denkmalschutz ist das Instrument seit November 2021 wieder spielbar.

## Welte-Mignon in der Literatur
- In Roberto Cotroneos Roman Presto con fuoco (deutsch: Die verlorene Partitur) ist ein Welte-Mignon-Reproduktionsflügel beschrieben. Er bildet das Prunkstück in einer Sammlung von historischen Apparaten zur mechanischen Tonreproduktion, die sich eine der Figuren zugelegt hat. Im Rahmen des Romans bietet das Instrument Anlass zu Reflexionen über die Vergänglichkeit des Werks von Pianisten und über das Verhältnis von Interpretation und technischer Perfektion.
- In William Gaddis Werk Agapè Agape (dt. „Das mechanische Klavier“) ist ein (fiktiver) Prototyp des Welte-Mignon-Klaviers ein Hauptelement, ebenso das bisher unbekannte Aufnahmeverfahren.

## Hörbeispiele
- Ossip Gabrilowitsch spielt am 4. Juli 1905 auf Welte-Mignon Johannes Brahms Klavierstücke Op. 119, Intermezzo Nr. 3 C-Dur*anhörenⓘ/?
- Lubka Kolessa spielt 1928 auf Welte-Mignon Frédéric Chopin: Mazurka No. 23 D-Dur Op. 33, 2 *anhörenⓘ/?